# Jan Valtin
Jan Valtin, seudónimo de Richard Julius Hermann Krebs (17 de diciembre de 1905 - 1 de enero de 1951), fue un comunista y escritor alemán y espía soviético durante el período de entreguerras. Desde 1937 trabajó como agente doble infiltrado en la Gestapo hasta que al año siguiente huyó a los EE. UU. y renegó de la Komintern.
En 1941, ya en Estados Unidos, publicó bajo su seudónimo la novela autobiográfica La noche quedó atrás, que rápidamente se convirtió en un bestseller[cita requerida] (la obra fue leída, entre otros, por el escritor revisionista español Pío Moa, el cual ha relatado posteriormente que le resultó decisiva para su acercamiento al comunismo, enrolándose en la organización terrorista maoísta GRAPO).
En ella, después de contar brevemente su infancia, en Alemania y en distintos lugares pues su padre era marino, Richard Krebs refiere sus peripecias desde que se afilió al Partido Comunista siendo muy joven: durante los años veinte y principios de los treinta viajó por muchos países organizando revueltas sindicales. Tras la toma del poder por Hitler, siendo ya un agitador muy conocido, fue capturado y torturado por la Gestapo. Pocos años más tarde, logró convencerles de su adhesión al nazismo y abandonó la prisión convertido en agente doble. Enfrentado luego a sus propios jefes comunistas, huyó y como consecuencia su mujer fue encarcelada por la Gestapo y murió. El relato termina justo ahí, antes de que Valtin emigrara a los Estados Unidos: uno de sus hijos cuenta esa parte de su historia en un corto apéndice.

## Obra
- Valtin, Jan (2008). La noche quedó atrás. Barcelona: Seix Barral.
- Valtin, Jan; Alliance (1941). Out of the Night.
- Ernst von Waldenfels (2002). Der Spion, der aus Deutschland kam. Das geheime Leben des Seemanns Richard Krebs. Berlín. ISBN 3-351-02538-6.

### Ediciones en español
- El castillo sobre la arena. Círculo de Lectores. 1968. ISBN 978-84-226-0295-8.

- La noche quedó atrás. Editorial Seix Barral. 2008. ISBN 978-84-322-3173-5.

- El tiempo ingrato. Caralt Editores. 1973. ISBN 978-84-217-1640-3.